# Stenodynerus xanthomelas
Stenodynerus xanthomelas är en stekelart som först beskrevs av Herrich-Schäffer 1839.  Stenodynerus xanthomelas ingår i släktet smalgetingar, och familjen Eumenidae. Inga underarter finns listade i Catalogue of Life.